# Catalogue of Life
Catalogue of Life (en español: Catálogo de la vida) es un catálogo exhaustivo de todas las especies de organismos conocidos en la Tierra. Comenzó en junio de 2001 como una iniciativa de Species 2000 y el Sistema Integrado de Información Taxonómica (ITIS) y está previsto que sirva como una base de datos taxonómicos. Menos de diez años después de su lanzamiento, en 2009, más de 3000 especialistas de todo el mundo habían elaborado o revisado la base de datos. El catálogo compila datos de 165 bases de datos taxonómicos revisados por pares, mantenidos a su vez por instituciones especializadas de todo el mundo. Ofrece dos tipos de publicaciones: una «lista anual verificada» que proporciona referencias sobre fechas, nombres y datos asociados al contenido y otra de edición dinámica que se actualiza periódicamente.
A fecha de septiembre del 2022, el catálogo contenía información sobre 2 067 951 especies de todos los reinos, de las aproximadamente 2,2 millones de especies conocidas por la ciencia.